# Langue des signes brunca
La langue des signes brunca, est la langue des signes utilisée par les personnes sourdes et entendantes de l'ethnie des Bruncas (en) dans le Sud-Ouest du Costa Rica, dans la Province de Puntarenas.